# Otostigmus reservatus
Otostigmus reservatus är en mångfotingart som beskrevs av Anatoly A. Schileyko 1995. Otostigmus reservatus ingår i släktet Otostigmus och familjen Scolopendridae.
Artens utbredningsområde är Vietnam. Inga underarter finns listade i Catalogue of Life.